# Les Invasions barbares
Les Invasions barbares és una pel·lícula quebequesa de l'any 2003, escrita i dirigida per Denys Arcand. Es tracta de la continuació, 17 anys després, de Le Déclin de l'empire américain, del mateix autor.

## Argument[1]
Montreal 2002. Començament cinquantena i divorciat, Rémy és a l'hospital. La seva ex-dona Louise recorda d'urgència el seu fill Sébastien, que fa una brillant carrera a Londres. Sébastien vacil·la - el seu pare i ell no tenen més res a dir-se des de molt de temps - després acaba per acceptar venir amb la seva promesa francesa a donar un cop de mà a la seva mare.
Des de la seva arribada, Sébastien mou cel i terra per obtenir un diagnòstic clar sobre l'estat de salut del seu pare i per suavitzar les proves que l'esperen. Usarà la seva imaginació, mourà les seves relacions, empentarà el sistema de totes les maneres possibles i recorrerà als suborns, entre altres tàctiques il·legals, per procurar al seu pare condicions millors...i una mica de felicitat.
Mentestant, familiars, amics i examants aflueixen a la capçalera de Rémy per oferir-li el seu suport o arreglar els seus comptes... i reflexionar sobre la seva pròpia existència. Entre els visitants, es troben diversos membres de l'alegre banda que ha marcat el passat de Rémy. Què se n'ha fet? Divorciada de Rémy des d'una quinzena d'anys, Louise ha aconseguit oblidar-ho i refer la seva vida? Pierre, el poc amor propi del qual li prohibia de reproduir-se, s'ha col·locat finalment? Fins on l'han portat les pulsions carnals de Diana? Contra qui estima Dominique, que no tenia cap escrúpol en escalfar el seu llit amb els marits de les seves amigues? I Claude, l'homosexual, encara és sotmès al seu irreprimible instint de caçador?
Sigui quin que sigui el camí que han seguit, aquests intel·lectuals no han perdut el seu gust per la conversa hàbil i deliciosament irreverent.
Pel que fa a Rémy, l'hora del balanç ha sonat. En el transcurs de discussions - sobretot amb la seva nova amiga drogada amb qui manté una relació de simbiosi i amb una religiosa atractiva i animosa -, Rémy fa una mirada sincera sobre els seus excessos i les seves llacunes. Però aquesta introspecció serà suficient per provocar la reconciliació de Rémy amb el seu fill, que representa tot el que menyspreava en el seu propi pare?

## Repartiment
- Rémy Girard: Rémy
- Stéphane Rousseau: Sébastien
- Dorothée Berryman: Louise
- Louise Portal: Diane
- Marie-Josée Croze: Nathalie
- Marina Hands: Gaëlle
- Dominique Michel: Dominique
- Pierre Curzi: Pierre
- Yves Jacques: Claude
- Mitsou Gélinas: Ghislaine
- Micheline Lanctôt: Infermera Carole
- Johanne-Marie Tremblay: Sor Constance
- Roy Dupuis: Gilles Levac

## Premis
- César al millor guió original o adaptació